# Арнольди, Ко
Ко Арнольди (полное имя Хейко Элтьо Арнольди, нидерл. Heiko Eltjo Arnoldi; 1 января 1883, Гронинген — 14 июня 1964, Амстердам) — нидерландский актёр и режиссёр.
В 1900 году окончил реальное училище в Гронингене, затем на протяжении полугода занимался в театральной школе в Амстердаме.
Дебютировал в 1902 году на сцене Нидерландского театрального общества, где выступал, в частности, в постановках Адриана ван дер Хорста и Виллема Ройардса; в середине 1910-х гг. сотрудничал с режиссёрами Эдуардом Веркаде и Германом Швабом. В 1905 и 1912 гг. участвовал в продолжительных гастрольных турне в Голландской Ост-Индии, под руководством Луи Боуместера. В 1917—1918 гг. играл в Столичном театре, в том числе у Кора ван дер Лугт Мелсерта, затем в Королевском нидерландском театре. В 1923 г. дебютировал как режиссёр на сцене Нидерландского театрального общества, поставив комедию Саша Гитри «Иоанн III» и сыграв в ней главную роль.
В 1933 г. вместе с Яном Мюсом и Элсе Маус основал театр «Маски», где постоянно работал как режиссёр — первым делом поставив пьесу Андре Жоссе «Елизавета безмужняя» с Маус в заглавной роли королевы Елизаветы. Театр работал до 1942 года, когда Арнольди закрыл его, не желая подчиняться правилам работы театров, установленным немецкими оккупационными властями.
После Второй мировой войны актёр, режиссёр и один из руководителей Роттердамского театра (до 1954 г.). Продолжал играть на сцене до глубокой старости, даже передвигаясь в инвалидной коляске.
Имя Арнольди носит улица (нидерл. Ko Arnoldistraat) в Хенгело.